# Battalions of Fear
Battalions of Fear is het debuutalbum van Blind Guardian, uitgebracht in 1988 door No Remose Records en Virgin Records. Ze inspireerden zich voornamelijk op Helloween.

## Track listing
1. Majesty – 7:28
2. Guardian of the Blind – 5:09
3. Trial by the Archon – 1:41
4. Wizard's Crown – 3:48
5. Run for the Night – 3:33
6. The Martyr – 6:14
7. Battalions of Fear – 6:06
8. By the Gates of Moria – 2:52